# Панама (Оклахома)
Панама (енгл. Panama) град је у америчкој савезној држави Оклахома.

## Демографија
По попису из 2010. године број становника је 1.413, што је 51 (3,7%) становника више него 2000. године.
| Група             | 2000.         | 2010.         |
| Белци             | 1.127 (82,7%) | 1.074 (76,0%) |
| Афроамериканци    | 0 (0,0%)      | 8 (0,6%)      |
| Азијати           | 5 (0,4%)      | 5 (0,4%)      |
| Хиспаноамериканци | 35 (2,6%)     | 64 (4,5%)     |
| Укупно            | 1.362         | 1.413         |